# Скрынник, Станислав Самойлович
Станислав Самойлович Скрынник — советский хозяйственный и государственный деятель, Герой Социалистического Труда.

## Биография
Родился в 1932 году на территории современной Сумской области. Член КПСС.
В 1959—1992 — токарь механического цеха Сумского завода электронных микроскопов имени 50-летия ВЛКСМ Министерства приборостроения, средств автоматизации и систем управления СССР.
Указом Президиума Верховного Совета СССР от 3 января 1974 года присвоено звание Героя Социалистического Труда с вручением ордена Ленина и золотой медали «Серп и Молот».
Делегат XXVI съезда КПСС.
Живёт в Сумах.

## Награды и звания
- Герой Социалистического Труда (20.04.1971; 03.01.1974)
- Орден Ленина (03.01.1974)
- Орден Октябрьской Революции (31.03.1981)